# Alex Frame
Alex Frame (* 18. Juni 1993 in Christchurch) ist ein neuseeländischer Radrennfahrer, der auf Straße und Bahn aktiv ist.

## Karriere
2011 belegte Alex Frame bei den Junioren-Bahnweltmeisterschaften in Moskau jeweils den dritten Platz im Punktefahren sowie in der Mannschaftsverfolgung, gemeinsam mit Scott Creighton, Fraser Gough und Dylan Kennett. Bei den UCI-Bahn-Weltmeisterschaften 2012 in Melbourne wurde Frame Vierter im Scratch.
2015 wurde Frame gemeinsam mit Pieter Bulling, Dylan Kennett und Marc Ryan Weltmeister in der Mannschaftsverfolgung.

## Erfolge

### Bahn
2011
- Junioren-Bahnweltmeisterschaft – Punktefahren, Mannschaftsverfolgung (mit Scott Creighton, Dylan Kennett und Fraser Gough)

2015
- Weltmeister – Mannschaftsverfolgung (mit Pieter Bulling, Dylan Kennett und Marc Ryan)
- Neuseeländischer Meister – Scratch

2016
- Neuseeländischer Meister – Scratch

### Straße
2015
- eine Etappe Tour of Southland

2017
- zwei Etappen New Zealand Cycle Classic
- Prolog und eine Etappe Istrian Spring Trophy
- eine Etappe Tour du Loir-et-Cher

## Teams
- 2013 Thüringer Energie Team
- 2014 Development Team Giant-Shimano
- 2016 JLT Condor
- 2017 JLT Condor
- 2018 Trek-Segafredo